# حملات به مراکز بهداشتی در طول جنگ غزه
شمار زیادی از آفندهای اسرائیل به مرکزهای درمانی در طول جنگ اسرائیل-حماس در سال ۲۰۲۳ رخ داده است. در نخستین هفته جنگ، ۹۴ آفند به مراکز بهداشتی-درمانی در غزه انجام شده است، که در آن ۲۹ کارمند بهداشت کشته و ۲۴ نفر دیگر نیز زخمی شدند. آفندهای پی در پی به مرکزهای بهداشتی و درمانی آفریننده یک بحران انسانی شدید در غزه شده است. خبرگزاری سی‌ان‌ان به نقل از کمیته بین‌المللی صلیب سرخ گفت: «بیمارستان‌ها زیر قوانین بشردوستانه بین‌المللی در زمان جنگ از پشتیبانی ویژه برخوردارند». ائتلاف حفاظت از سلامت در درگیری در سال ۲۰۲۴، بیش از ۱۳۰۰ مورد حمله مستقیم به سیستم درمانی در غزه و کرانه باختری  گزارش کرده است .

## تلفات و خسارات

### در نوار غزه
در ۱۲ اکتبر ۲۰۲۳، کمیته بین‌المللی صلیب سرخ اعلام کرد: «بیمارستان‌های غزه در خطر تبدیل شدن به سردخانه هستند». در ۱۵ اکتبر ۲۰۲۳، داده‌های WHO نشان داد که ۴۸ حمله گزارش شده به تأسیسات مراقبت‌های بهداشتی در نوار غزه گزارش شده است که منجر به آسیب رساندن به تقریباً ۲۴ بیمارستان و مرکز مراقبت‌های بهداشتی، از جمله شش بیمارستان شده است. بر اساس گزارش سازمان بهداشت جهانی، حداقل ۵۲۱ نفر، از جمله ۱۶ کارمند پزشکی، در ۱۳۷ «حمله به مراقبت‌های بهداشتی» در غزه تا ۱۲ نوامبر کشته شده‌اند. تا ۱۴ نوامبر ۲۰۲۳، تنها یک بیمارستان در شمال غزه فعال بود. در ۷ فوریه ۲۰۲۴، سازمان ملل اعلام کرد که از ۲۲ مرکز بهداشتی آن در غزه تنها ۴ مورد فعال باقی مانده است.
ارتش اسرائیل، حماس را به عملیات نظامی در داخل بیمارستان‌ها متهم کرد. این ارتش اعلام می‌کرد که حماس از بیمارستان‌ها به عنوان محل انبار اسلحه یا تأسیس کانال‌های زیرزمینی استفاده می‌کند با این حال، بسیاری از این ادعاها تحت عنوان بررسی دقیق خبرنگاران رد شده‌اند.
روز شنبه ۱۴ اکتبر، طبق بیانیه اسقف اعظم کانتربری، جاستین ولبی، یک موشک اسرائیلی به دو طبقه فوقانی مرکز درمان سرطان بیمارستان که شامل بخش‌های سونوگرافی و ماموگرافی بود آسیب رساند و چهار کارمند را مجروح کرد. سپس در ۱۷ اکتبر ۲۰۲۳، انفجاری در پارکینگ حیاط بیمارستان الاهلی عرب در شهر غزه در جریان جنگ رخ داد که منجر به کشته و زخمی شدن تعداد زیادی از فلسطینی‌های آواره ای شد که به دنبال سرپناه بودند. منشأ این انفجار به طور دقیقی مشخص نشد. سپس در ۱۸ دسامبر، بیمارستان الاهلی عرب توسط سربازان اسرائیلی مورد حمله قرار گرفت و افراد آواره به زور بیرون رانده شدند و دو پزشک دستگیر شدند. روز بعد، مدیر بیمارستان الاهلی اظهار داشت که سربازان اسرائیلی پزشکان، بیماران و کادر پزشکی را دستگیر کردند، محوطه ساختمان را تا حدی تخریب کردند و بیمارستان قادر به پذیرش بیماران نبود. چهار نفر از حملات ۱۸ دسامبر به بیمارستان جان باختند.
در ۲۰ نوامبر ۲۰۲۳، به عنوان بخشی از تهاجم اسرائیل به نوار غزه، ارتش اسرائیل بیمارستان را کاملاً محاصره کرد. در ژوئن ۲۰۲۴، تصاویری نشان داد که نیروهای اسرائیلی مرکز دیالیز تخصصی نوره الکعبی در بیمارستان اندونزی را منهدم کردند. هلال احمر فلسطین گزارش داد که بیمارستان القدس در شهر غزه از سوی ارتش اسرائیل برای تخلیه فوری اخطار شده است. سازمان بهداشت جهانی نگرانی عمیق خود را نسبت به این گزارش ابراز کرده است. در ۱۹ ژانویه ۲۰۲۴، هلال احمر فلسطین گزارش داد که پس از آسیب‌دیدگی قدس در اثر حملات اسرائیل، برای پاکسازی و تعمیر بیمارستان تلاش می‌کنند و اعلام کرد: «این بیمارستان دچار آتش‌سوزی و تخریب تمامی تجهیزات و محتویات پزشکی آن شده است». در ۹ فوریه، جمعیت هلال احمر فلسطین اعلام کرد که بیمارستان در اثر حملات تانک‌های اسرائیلی آسیب زیادی دیده است.
دیده‌بان حقوق بشر(HRW) گزارش‌های مستندی از بازداشت و شکنجه کادر درمان فلسطینی توسط نیروهای اسرائیلی منتشر کرده است. پزشکان، پرستاران و امدادگران آزاد شده از موارد سوءرفتاری چون تحقیر، ضرب‌وشتم، قرار گرفتن در موقعیت‌های استرس‌زای اجباری، دستبند زدن و بستن چشم‌ها به مدت طولانی و محرومیت از مراقبت‌های پزشکی گزارش داده‌اند. همچنین گزارش‌هایی از شکنجه، تجاوز و سوءاستفاده جنسی در بازداشتگاه‌ها برای دیگر زندانیان ارائه شده است. یکی از امدادگران آزاد شده از بازداشتگاه سدی تیمان گزارش کرده که او را از زنجیری که به دستبند متصل بود آویزان کردند، به او شوک الکتریکی دادند، از مراقبت‌های پزشکی برای دنده‌های شکسته ناشی از ضرب‌وشتم خودداری کردند و قبل از بازجویی‌ها موادی که به نظرش یک داروی روانگردان بود به او دادند. او گفت: «این خیلی تحقیرآمیز و باورنکردنی بود. من به عنوان امدادگر به مردم کمک می‌کردم، هرگز انتظار چنین چیزی را نداشتم».

### حملات در لبنان
در ۱۰ نوامبر، ارتش اسرائیل بیمارستان میس ایج جبل را گلوله‌باران کرد که در نتیجه یک پزشک زخمی شد. وزیر بهداشت لبنان این حمله را محکوم کرد و گفت: «مقامات اسرائیل مسئولیت کامل این اقدام غیرقابل توجیه را دارند که می‌توانست به نتایج فاجعه‌باری منجر شود» در ۱۱ ژانویه ۲۰۲۴، ارتش اسرائیل حملاتی را در شهر حانین انجام داد و یک مرکز اورژانسی وابسته به کمیته بهداشت اسلامی مورد حمایت حزب‌الله را هدف قرار داد. در این حمله دو نیروی امدادی کشته و یک آمبولانس منهدم شد.

### حملات در کرانه باختری
بنا بر گزارش‌ها، نیروهای اسرائیلی در ۲۹ ژانویه ۲۰۲۴ با شلیک گلوله و گاز اشک‌آور به بخش زایمان بیمارستان آسیب رساندند. بر اساس گزارش‌های پزشکان بدون مرز، یک جوان ۱۷ ساله در داخل محوطه بیمارستان خلیل سلیمان در نزدیکی اردوگاه آوارگان جنین توسط نیروهای ارتش اسرائیل هدف گلوله قرار گرفت و کشته شد.
نیروهای اسرائیلی که در لباس کادر پزشکی و زنان مسلمان غیرنظامی، به بیمارستانی در جنین وارد شده بودند، سه فلسطینی را مورد هدف تیراندازی قرار دادند. سازمان ملل این اقدام را اعدام‌های غیرقانونی توصیف کرد. بی‌بی‌سی از افراد کشته شده به عنوان «عضو گروه‌های مسلح فلسطینی» یاد کرد. توفیق الشبکی، سخنگوی این بیمارستان، گفت که هر سه مرد کشته شده در زمان حمله در خواب بودند.
در ۱۵ فوریه ۲۰۲۴، سازمان ملل گزارش داد که اسرائیل مرکز توانبخشی معلولان بینایی خود را که یک کلینیک برای کودکان کم بینا بود، منهدم کرد و اعلام کرد: «این مرکز برای همه کودکان کم بینا در سراسر نوار غزه در دسترس بود». در ۱۰ مارس ۲۰۲۴، دفاتر صندوق امداد کودکان فلسطین، یک مؤسسه خیریه که مراقبت‌های پزشکی را برای کودکانی که دسترسی به مراقبت ندارند، ارائه می‌دهد، بمباران و تخریب شد.
در ماه مه ۲۰۲۴، بیمارستان کویت اعلام کرد که به دلیل حملات نیروهای اسرائیلی غیرفعال است. وزارت بهداشت غزه کشتن دو کارمند بهداشتی در این بیمارستان توسط اسرائیل را محکوم کرد و آن را «جنایت شنیع» خواند. طبق گزارش‌ها، در همان ماه، یک حمله اسرائیلی به طبقات بالای بیمارستان صحرایی اندونزی در رفح آسیب رساند.

## واکنش‌ها
پزشکان بدون مرز اعلام کردند که اسرائیل «بی‌توجهی کامل به حفاظت و ایمنی ماموریت‌های پزشکی و بشردوستانه و کارکنان آنها» نشان داده است.
مقامات بهداشتی و سازمان‌های پزشکی در نوار غزه، اسرائیل را به بمباران عمدی آمبولانس‌ها و مراکز بهداشتی در منطقه محاصره شده متهم کردند. و گفت که این حملات نقض قوانین بین‌المللی تلقی می‌شود که چنین حملاتی را در فهرست جنایات جنگی گنجانده است.
اجلاس مشترک عربی و اسلامی از دادستان دیوان کیفری بین‌المللی خواست تا «جنایات جنگی و جنایات علیه بشریت را که اسرائیل علیه فلسطینی‌ها مرتکب شده است، به طور کامل بررسی کند».
دیده‌بان حقوق بشر (HRW) گفت که حمله به یک آمبولانس در نزدیکی بیمارستان الشفا باید به عنوان جنایت جنگی احتمالی مورد بررسی قرار گیرد. تلالنگ موفوکنگ، گزارشگر ویژه سازمان ملل متحد در مورد حق سلامت، اظهار داشت: «مکان‌های حفاظت شده بر اساس قوانین بین‌المللی حقوق بشر و قوانین بین‌المللی بشردوستانه بمباران و مورد حمله قرار گرفته‌اند».
رجب طیب اردوغان، رئیس‌جمهور ترکیه گفته است که ترکیه بنیامین نتانیاهو، نخست‌وزیر اسرائیل را خط زده است و نقض حقوق بشر و جنایات جنگی اسرائیل را به دادگاه کیفری بین‌المللی (ICC) ارجاع خواهد داد.
گزارش سازمان پزشکان جهان از جابه‌جایی اجباری پزشکان این سازمان از غزه به رفح، سپس دیرالبلح و از آن جا به خان یونس حکایت دارد. همچنین اشاره کرده که اسرائیل، به عنوان قدرت اشغالگر، باید تأمین کافی غذا، لوازم پزشکی، سرپناه و سایر مایحتاج ضروری برای بقای جمعیت غیرنظامی در سرزمین‌های اشغالی را تضمین کند؛ اما مقامات اسرائیلی نه تنها در انجام این تعهد کوتاهی می‌کنند، بلکه مانع کار نجات‌بخش فعالان بشردوستانه‌ای می‌شوند که برای تضمین بقا و برآوردن نیازهای اولیه جمعیت غیرنظامی فلسطینی تلاش می‌کنند. ۹۲٪ از کارکنان این سازمان در آوارگی اجباری زندگی می‌کنند و ۷۰٪ آنها خانه‌های خود را از دست داده‌اند .

## درگاه‌ها
1. ↑  "A Palestinian Paramedic's Ordeal in Israeli Detention". Human Rights Watch. Human Rights Watch. August 26, 2024.
2. ↑  "بحسابات المکسب والخسارة.. ماذا حققت إسرائیل من "حرب المستشفیات"؟". سکای نیوز عربیة (به عربی). Archived from the original on 2023-11-20. Retrieved 2023-11-27.
3. ↑  Sinan.Satic. "حرب المستشفیات… ثلاث رصاصات مرتدّة". العربی الجدید (به عربی). Archived from the original on 2023-12-15. Retrieved 2023-11-27.
4. ↑  "Gaza healthcare crisis: urgent action required to address alleged unlawful Israeli attacks". UNOCHA Relief Web. Action on Armed Violence. 14 November 2023. Archived from the original on 2023-11-27. Retrieved 25 November 2023.
5. ↑  "Israel shows CNN an underground tunnel between a school and hospital in Gaza | CNN" (به انگلیسی). 14 November 2023. Archived from the original on 2023-11-24. Retrieved 25 November 2023.
6. 1 2  "مستند «غزه؛ پزشکان زیر آتش»". مجله تحلیلی دقیقه. Retrieved 2023-11-27.
7. ↑  The Gaza Healthcare System Is Reportedly on the Brink of Collapse Retrieved 16 January 2024
8. 1 2  "Rehabilitation and mental health services in Gaza overwhelmed as health system collapses" (Press release). Humanity & Inclusion. 17 November 2023.
9. ↑  "'Staggering' 84 percent of UNRWA health facilities in Gaza affected by attacks". Al Jazeera. Retrieved 9 February 2024.
10. ↑  Michael N. Schmitt (29 December 2023). "Israel – Hamas 2023 Symposium – The Legal Protection of Hospitals during Armed Conflict". Retrieved February 22, 2024.
11. ↑  Borger, Julian (17 November 2023). "IDF evidence so far falls well short of al-Shifa hospital being Hamas HQ". The Guardian. Archived from the original on 18 November 2023. Retrieved 17 February 2024.
12. ↑  Loveluck, Louisa; Hill, Evan; Baran, Jonathan; Nakashima, Ellen; Ley, Jarrett. "The case of al-Shifa: Investigating the assault on Gaza's largest hospital". The Washington Post. Archived from the original on 21 December 2023. Retrieved 17 February 2024.
13. ↑  "PRCS rejects Israeli claim that medical workers assisted Hamas fighters on October 7". Al Jazeera. Archived from the original on 17 February 2024. Retrieved 17 February 2024.
14. ↑  "Anglican-run al-Ahli Arab Hospital in Gaza damaged by Israeli rocket fire as war continues". Anglican Communication News Service. The Anglican Church. 16 October 2023. Archived from the original on 19 October 2023. Retrieved 19 October 2023.
15. ↑  Boorstein, Michelle; Brasch, Ben (17 October 2023). "Gaza hospital where hundreds were killed is owned by Anglican Communion branch". The Washington Post. Archived from the original on 18 October 2023. Retrieved 18 October 2023.
16. ↑  "Gaza hospitals are 'facing catastrophe', says Archbishop of Canterbury". The Archbishop of Canterbury (به انگلیسی). Archived from the original on 17 October 2023. Retrieved 17 October 2023.
17. ↑  "Israel-Hamas war live: Hospital blast 'done by other team', says Biden, after Israel claims it has proof of failed rocket launch within Gaza | Israel-Hamas war | the Guardian". TheGuardian.com. Archived from the original on 18 October 2023. Retrieved 18 October 2023.
18. ↑  Danner, Chas (23 October 2023). "Everything We Know About the Gaza City Hospital Blast". Intelligencer.
19. ↑  "Israeli forces attack al-Ahli Hospital in Gaza City: Medical sources". Al Jazeera. Retrieved 19 December 2023.
20. ↑  "Gaza Hospital Out Of Action After Israeli Army Assault: Director". Barron's. Agence France Presse. Retrieved 20 December 2023.
21. ↑  Dadouch, Sarah (2023-11-20). "Another Gaza hospital caught in fighting, as storms deepen civilian misery". The Washington Post.
22. ↑  Gritten, David (2023-11-20). "Israeli tanks surround north Gaza's Indonesian Hospital". BBC News (به انگلیسی). Retrieved 2023-11-20.
23. ↑  "Israeli forces destroy dialysis center at Gaza's Indonesian Hospital". Al Jazeera. Retrieved 11 June 2024.
24. ↑  Siddiqui, Usaid; Ibrahim, Arwa; Hatuqa, Dalia; Rowlands, Lyndal; Mohamed, Hamza; Pietromarchi, Virginia; Uras, Umut. "Israel-Hamas war updates: Israel bombs areas near Gaza's Al-Quds Hospital". Al Jazeera.
25. ↑  "Palestine Red Crescent working to clean hospital in aftermath of Israeli attacks". Al Jazeera. Retrieved 20 January 2024.
26. ↑  "Israeli tanks target al-Quds Hospital in northern Gaza City". Al Jazeera. Retrieved 11 February 2024.
27. ↑  "A Palestinian Paramedic's Ordeal in Israeli Detention". Human Rights Watch. 26 Auguest 2024. {{cite web}}: Check date values in: |date= (help)
28. ↑  "Israeli missile strike hits hospital in southern Lebanon". Arab News (به انگلیسی). 2023-11-11. Retrieved 2023-11-11.
29. ↑  "Two members of Hezbollah-affiliated rescue force in Lebanon killed in Israeli strike".
30. ↑  "Israeli military fires bullets and tear gas at hospital in Jenin". Al Jazeera. Retrieved 30 January 2024.
31. ↑  "IDF censures its soldiers filmed mocking call to prayer in Jenin mosque". The Guardian. 14 December 2023.
32. ↑  "Israeli Forces Dressed as Women and Medics Storm West Bank Hospital, Killing 3 Militants". Archived from the original on 6 February 2024. Retrieved 18 September 2024. Hospital spokesperson Tawfiq al-Shobaki said there was no exchange of fire and the three were killed by Israeli forces in a targeted killing. He said the Israelis attacked doctors, nurses, and hospital security during the raid.
33. ↑  "Undercover Israeli killings in West Bank hospital may be war crimes: UN experts". Reuters. 10 February 2024. Retrieved 28 July 2024.
34. ↑  "Israel's alleged undercover killings in occupied West Bank hospital may amount to extrajudicial killings and war crimes: UN experts". United Nations press release. 9 February 2024. Retrieved 28 July 2024.
35. ↑  "Israeli forces kill three Palestinian fighters in West Bank hospital raid". BBC. 30 January 2024. Archived from the original on 31 January 2024. Retrieved 24 June 2024.
36. ↑  "'There was never an assassination inside a hospital'". Middle East Eye (به انگلیسی). 31 January 2024. Retrieved 28 July 2024.
37. ↑  "UNRWA says facility for visually impaired children has been totally destroyed". Al Jazeera. Retrieved 17 February 2024.
38. ↑  "Offices of a children's charity destroyed in Gaza". Al Jazeera. Retrieved 13 March 2024.
39. ↑  "Rafah hospital out of service: Official". Al Jazeera. Retrieved 5 June 2024.
40. ↑  "Two people killed in Israeli attack on Rafah hospital: Gaza Health Ministry". Al Jazeera. Retrieved 5 June 2024.
41. ↑  "Another hospital hit as Israel continues to pound Rafah". Al Jazeera. Retrieved 6 June 2024.
42. ↑  "Gaza: Attacks on humanitarian staff make vital assistance near impossible" (Press release). Médecins Sans Frontières/Doctors Without Borders. 28 February 2024.
43. 1 2  "Arab-Islamic summit urges ICC prosecutor to 'complete investigation into war crimes' against Palestinians". The Nation. 12 November 2023.
44. ↑  Mallinder, Lorraine. "Why is Gaza's al-Shifa hospital at the heart of Israel's war?". Al Jazeera.
45. ↑  "Special Rapporteur on the Right to Health on health situation in Gaza". United Nations. 22 April 2024. Retrieved 18 May 2024.
46. ↑  "President Erdoğan says Türkiye will bring Israel's war crimes to ICC - Trending News". 10 November 2023.
47. ↑  "Türkiye crossed out Netanyahu, will bring Israel's war crimes to ICC: President Erdogan". freerepublic.com.
48. ↑  "Türkiye crossed out Netanyahu, will bring Israel's war crimes to ICC, says President Erdoğan". anews.